# Coniopteryx paranana
Coniopteryx paranana är en insektsart som beskrevs av Meinander 1990. Coniopteryx paranana ingår i släktet Coniopteryx och familjen vaxsländor. Inga underarter finns listade i Catalogue of Life.